# Pinus luchuensis
Pinus luchuensis ist eine Pflanzenart aus der Gattung der Kiefern (Pinus) innerhalb der Familie der Kieferngewächse (Pinaceae). Dieser Endemit kommt nur auf den japanischen Ryūkyū-Inseln vor. Pinus luchuensis ist sehr windtolerant und verträgt salzhaltige Luft und Meeresgischt gut. Das Holz wird kaum wirtschaftlich genutzt, die Art wird jedoch zur Stabilisierung von küstennahen Sanddünen auch außerhalb ihres natürlichen Verbreitungsgebiets verwendet.

## Beschreibung

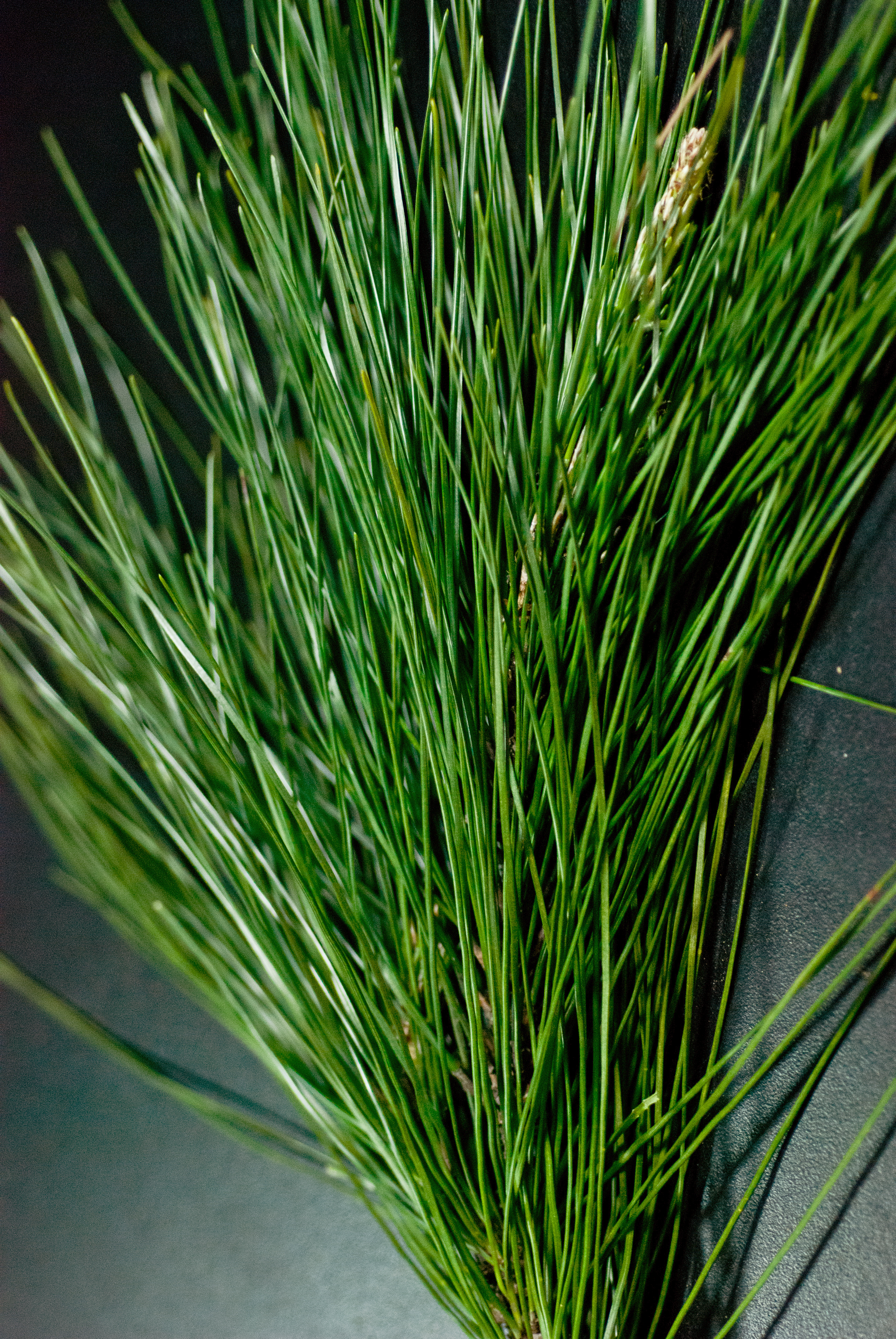
Nadeln

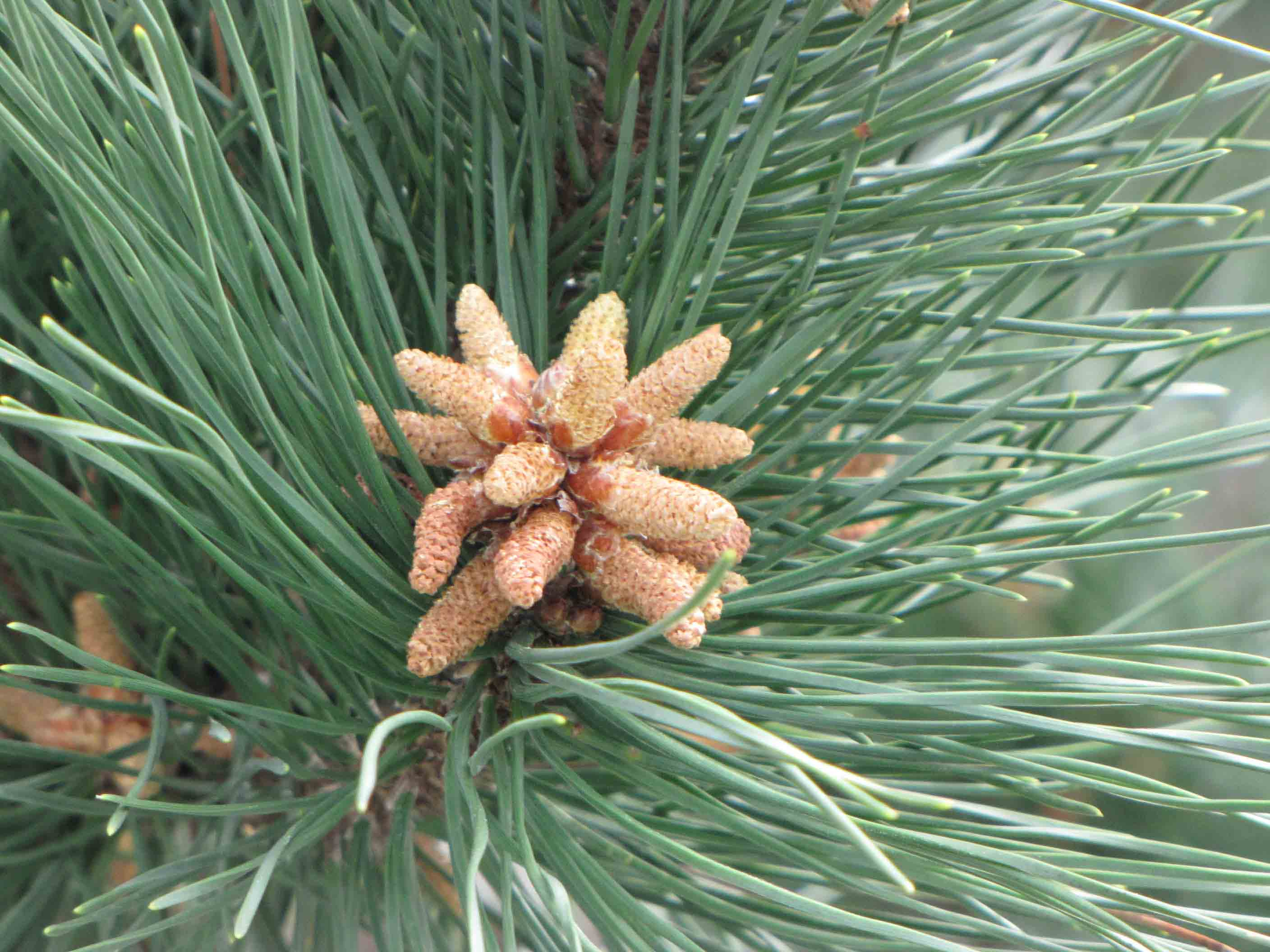
Männlicher Blütenstand

### Habitus und Rinde
Pinus luchuensis ist ein immergrüner Baum, der Wuchshöhen von 15 bis manchmal 20 Metern und Stammdurchmesser von bis zu 60 Zentimetern erreicht. Die Stammborke ist graubraun, rau und schuppig und zerbricht im unteren Teil in große Platten mit bis zu 1 Zentimeter tiefen und 1,5 bis 4 Zentimeter breiten Furchen. Die Borke junger Bäume und der Kronenäste ist dünner, glatt und gräulich. Die Korkporen sind unscheinbar. Es werden nur wenige Äste erster Ordnung gebildet, die meist lang und waagrecht stehen, wobei die Bäume am natürlichen Standort meist durch den Wind geformt werden. Äste höherer Ordnung sind aufsteigend und stehen dicht gedrängt. Sie bilden in natürlicher Umgebung eine flache, kuppelförmige Krone. Bei den benadelte Zweigen ist die Rinde kahl, mehr oder weniger glatt und grau.

### Knospen und Nadeln
Die Knospen sind bei einer Länge von 10 bis 15 Millimetern sowie einem Durchmesser von 5 bis 7 Millimetern eiförmig-konisch und harzig. Die Knospenschuppen sind angedrückt, orangefarben oder rost-braun. Die Nadeln wachsen in Paaren in einer bleibenden, etwa 10 Millimeter langen, dünnen basalen Nadelscheide. Die Nadeln sind dunkel-grün, gerade oder leicht gebogen, 10 bis 15 Zentimeter lang und 0,7 bis 1 Millimeter dick mit halbkreisförmigem Querschnitt, dünn, biegsam, leicht verdreht mit fein gesägten Rändern und zugespitztem Ende. Je Nadel werden zwei Leitbündel und zwei oder drei mittige Harzkanäle gebildet. Auf allen Nadelseiten gibt es feine Spaltöffnungslinien.

### Zapfen und Samen
Die Pollenzapfen wachsen spiralig angeordnet in Gruppen. Die Pollenzapfen sind 1,5 bis 2 Zentimeter lang, anfangs gelb und rot überhaucht und später rötlich-braun.
Die Samenzapfen wachsen einzeln oder manchmal in Paaren auf kurzen Stielen. Die Samenzapfen sind 4 bis 5,5 Zentimeter lang, geschlossen schmal-eiförmig und haben geöffnet Durchmesser von 2,5 bis 3 Zentimetern. Die Samenschuppen sind matt- braun, dünn holzig, steif, länglich, gerade oder geöffnet leicht zurückgebogen, in der Mitte des Zapfens etwa 2 Zentimeter lang und 1 Zentimeter breit. Die Apophyse ist glänzend braun, leicht erhöht, mit rhombischem oder gerundetem Umfang und quer gekielt. Der Umbo ist klein, pyramidenförmig und mit einem scharfen, zugespitzten Stachel bewehrt. Die Samen sind ellipsoid-eiförmig, 4 bis 5 Millimeter lang und leicht abgeflacht. Der haltbaren Samenflügel ist bei einer Länge von 10 bis 15 Millimetern lanzettlich.

### Chromosomenzahl
Die Chromosomenzahl beträgt 2n = 24.

## Vorkommen und Gefährdung

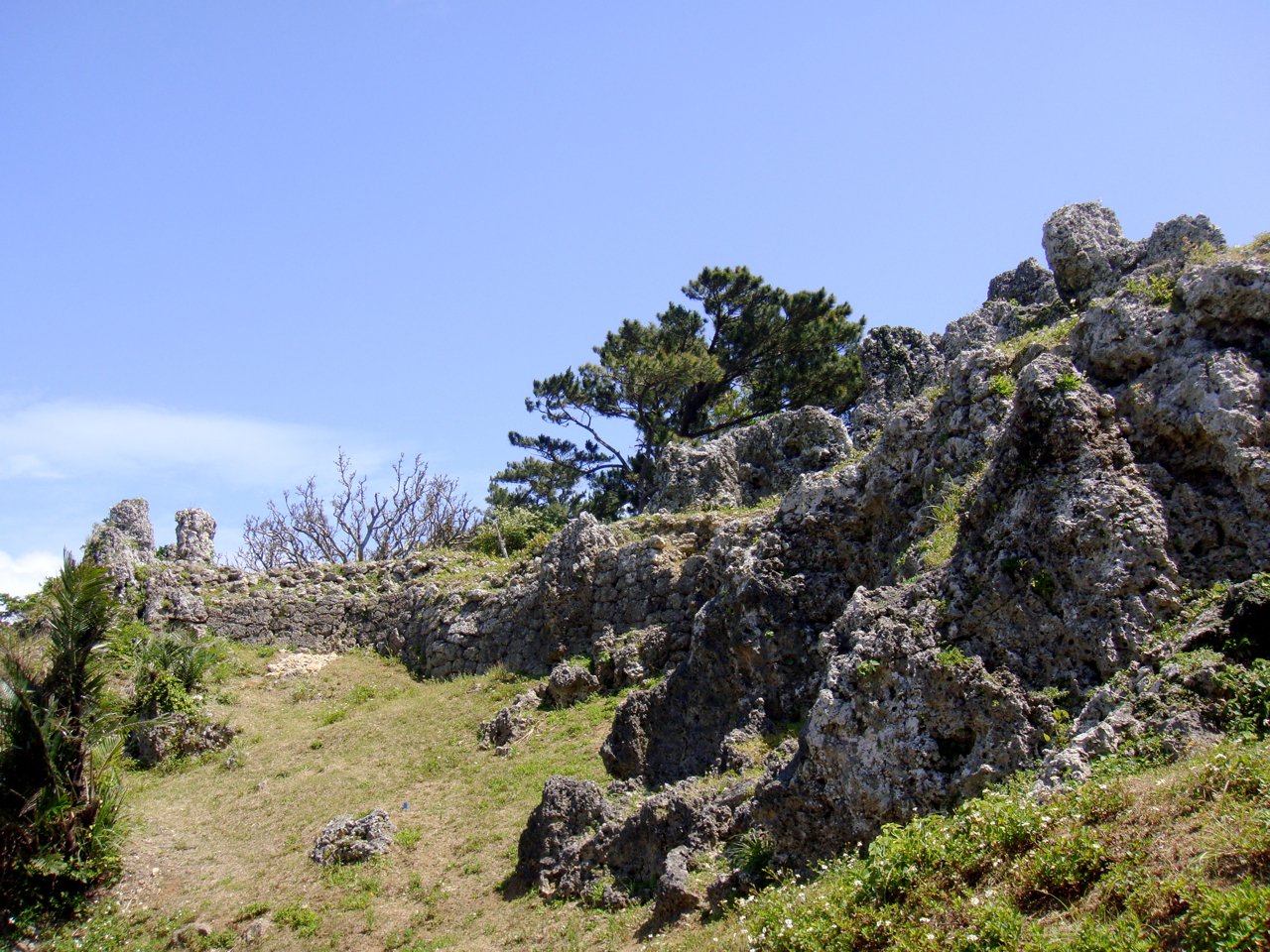
Pinus luchuensis auf felsigem Untergrund

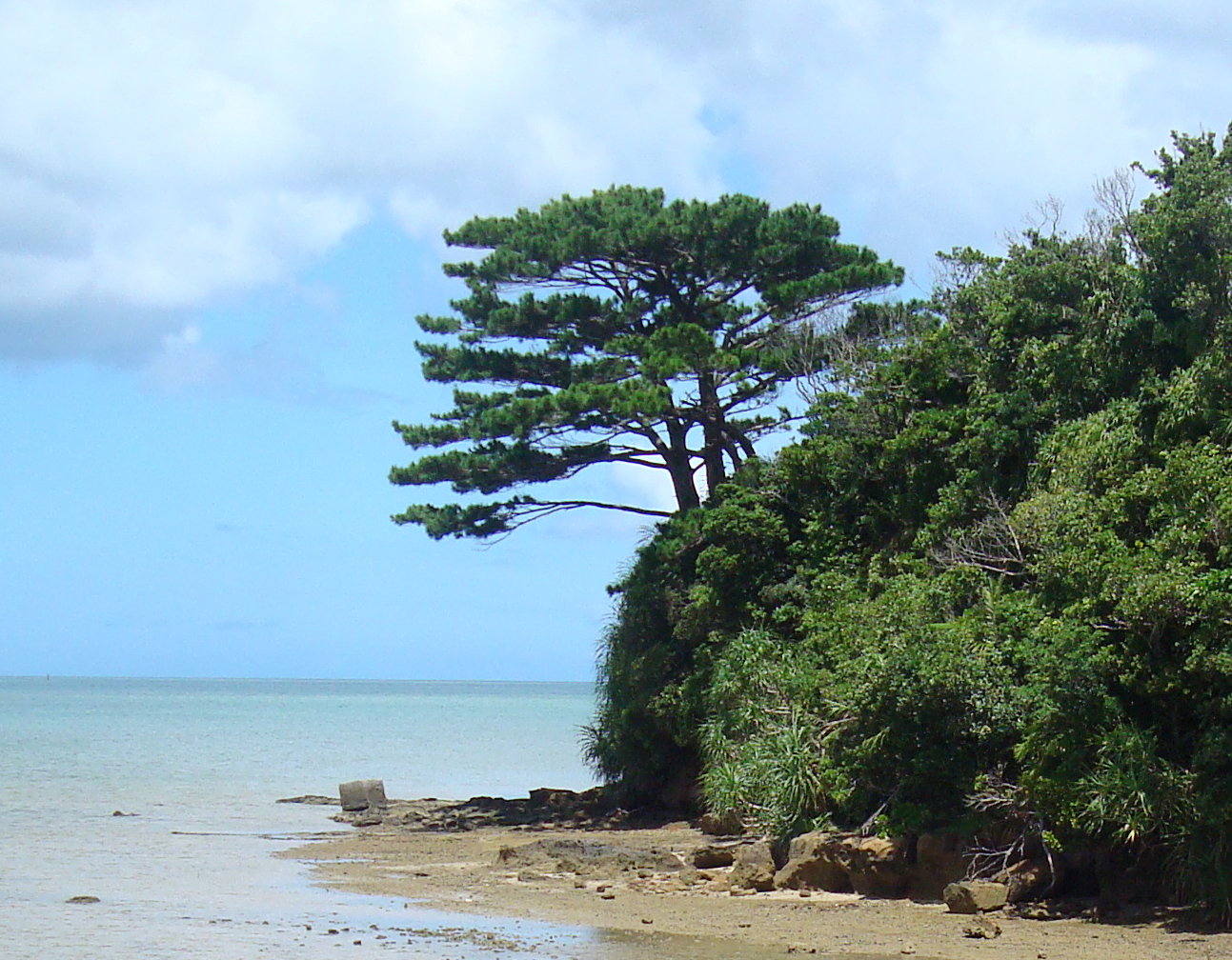
Habitus an der Küste

Pinus luchuensis ist ein Endemit auf den Okinawa-Inseln und Amami-Inseln, die zu den Ryūkyū-Inseln Japans gehören. Pinus luchuensis ist eine maritime Art, die an der Küste Okinawas und anderer Inseln bis in Höhenlagen von 700 Metern auftritt. Sie wächst auf Sanddünen, felsigen Ausläufern und Hügeln häufig nahe der Küste an dem Wind ausgesetzten Standorten. Pinus luchuensis ist sehr tolerant gegenüber salzhaltiger Luft und Salzwassergischt, gedeiht aber auch unter forstbaulichen Bedingungen ohne Wind und weit entfernt vom Meer. Unter natürlichen Bedingungen hat sie kaum Konkurrenten und bildet meist offene Reinbestände mit nur geringem Unterwuchs aus Gräsern und Büschen, welche den Sand stabilisieren. Das kleine Verbreitungsgebiet wird der Winterhärtezone 9 zugeordnet mit mittleren jährlichen Minimaltemperaturen von −6,6 bis −1,1 °C (20 bis 30 °F).
In der Roten Liste der IUCN wird Pinus luchuensis als „Lower Risk/least concern“ = „nicht gefährdet“ geführt. Es wird jedoch darauf hingewiesen, dass eine Neubeurteilung ausständig ist.

## Systematik und Forschungsgeschichte
Die Erstbeschreibung von Pinus luchuensis erfolgte 1894 durch Heinrich Mayr in Über die Kiefern des japanischen Reiches. In: Beihefte zum Botanischen Centralblatt, Band 58, Seite 148–151.  Das Artepitheton luchuensis leitet sich von Luchu, dem früheren englischen Namen der Ryūkyū-Inseln ab.
Die Art Pinus luchuensis gehört zur Untersektion Pinus der Sektion Pinus in der sie der Untergattung Pinus innerhalb der Gattung der Pinus. Pinus luchuensis ist der japanische Vertreter einer Gruppe dreier eng verwandter und sehr ähnlicher Arten zu der Pinus taiwanensis auf Taiwan und Pinus hwangshanensis aus dem kontinentalen China gezählt werden. Diese Arten werden entweder häufig direkt Pinus luchuensis zugerechnet oder gelten als Varietäten oder Unterarten. Pinus luchuensis unterscheidet sich von Pinus taiwanensis durch die längeren Nadeln, die geringere Zahl an Harzkanälen (zwei bis drei statt vier bis sieben), die kürzeren Zapfen und die dünnere Rinde.

## Verwendung
Pinus luchuensis hat nur eine geringe und lokale Bedeutung als Holzlieferant. Durch die Toleranz gegenüber Wind und salzhaltiger Luft wird sie zur Stabilisierung von küstennahen Dünen nicht nur auf den Ryūkyū-Inseln, sondern auch in anderen Gebieten Japans und auf Taiwan genutzt. Pinus luchuensis wird nicht als Zierpflanze verwendet, Kultivare sind nicht bekannt.